# جادوگر شهر از (فیلم ۱۹۳۳)
«جادوگر شهر اُز» (انگلیسی: The Wizard of Oz (1933 film)) یک انیمیشن کوتاه کانادایی است که در سال ۱۹۳۳ به کارگردانی تد اشباق و بر اساس رمان جادوگر شهر از نوشته ال.فرانک باوم منتشر شد.